# Danserinden fra Sevilla
Danserinden fra Sevilla (originaltitel The Siren of Seville) er en amerikansk stumfilm fra 1924 instrueret af Jerome Storm og Hunt Stromberg.

## Medvirkende
- Priscilla Dean som Dolores
- Allan Forrest som Gallito
- Stuart Holmes som Cavallo
- Claire De Lorez som Ardita
- Bert Woodruff som Palomino
- Matthew Betz som Pedro
- Marion Aye